# اککاسا
اککاسا (به لاتین: Ekkassa) یک منطقهٔ مسکونی در سری‌لانکا است که در استان جنوبی (سری‌لانکا) واقع شده‌است.